# Osoiivka, Krasnopillea
Osoiivka (în ucraineană Осоївка) este localitatea de reședință a comunei Osoiivka din raionul Krasnopillea, regiunea Sumî, Ucraina.

## Demografie
Componența lingvistică a localității Osoiivka
     Ucraineană (96,54%)
     Rusă (3,31%)
     Alte limbi (0,07%)
Conform recensământului din 2001, majoritatea populației localității Osoiivka era vorbitoare de ucraineană (96,54%), existând în minoritate și vorbitori de rusă (3,31%).